# Nesrin Nas
Nesrin Nas (née en 1958) est une chercheuse turque en économie, femme politique et ancienne dirigeante du Parti de la mère Patrie (Anavatan Partisi, ANAP).

## Biographie
Elle est née en Anatolie Centrale à Bünyan dans la Province de Kayseri. Son père s'appelait Mehmet Şecaattin et sa mère Şerife. Après avoir été diplômée en économie à l'Université de Marmara à Istanbul, Nesrin Nas mène des études sur les marchés monétaires internationaux au Royaume-Uni. De retour dans son pays, elle obtient un Ph. D. en économie à l'Université d'Istanbul.
Nesrin Nas est devenue maître de conférences en économie à l'Université de Marmara et a conservé ce poste pendant 13 ans. Parallèlement, elle était également consultante pour le journal économique Dünya. Elle a quitté l'université pour représenter certaines organisations financières internationales et journaux en Turquie, comme le magazine DC Gardner Training, Euromoney et le journal Emerging Markets. Elle a été conseillère à la Commission des Marchés de Capitaux du Premier Ministre.
Elle entre en politique en 1999 et a été élue aux élections générales turques de 1999 comme députée d'Istanbul représentante du Parti de la mère Patrie. 
Nesrin Nas a été la première femme présidente du Parti de la mère Patrie, élue lors de a convention du 13 décembre 2003 pour succéder à Ali Talip Özdemir. Elle a démissionné de son poste le 25 novembre 2004, à la suite de dissensions sur la fusion de l'ANAP, avec le Vrai Chemin de Partie (Doğru Yol Partisi, DPJ) sur l'impulsion de son leader Mehmet Ağar.
Nesrin Nas est marié à l'avocat Adnan Nas. Ils ont un enfant.